# Masaru Inada
Masaru Inada (稲田 勝, Masaru Inada), né le 2 novembre 1968, est un ancien skeletoneur japonais. Au cours de sa carrière, il a pris part aux Jeux olympiques de 2002 et 2006 terminant les deux fois dix-huitième. Aux Championnats du monde, sa meilleure performance date de 2003 à Nagano avec une onzième place. Enfin en Coupe du monde, il a obtenu un podium également à Nagano en janvier 2007 devant son public.

## Palmarès

### Jeux olympiques d'hiver
- Meilleur résultat : 18e en 2002 et 2006.

### Championnats du monde
- Meilleur résultat : 11e en 2003

### Coupe du monde
- 1 podium individuel : 1 troisième place.